# Alan Rawsthorne
Alan Rawsthorne (2 de mayo de 1905 — 24 de julio de 1971) fue un compositor británico.

## Biografía
Rawsthorne nació en Haslingden, Lancashire. Después de intentar carreras como odontología y arquitectura, se decidió a estudiar música en Mánchester y Berlín. Sus primeros éxitos tuvieron lugar en 1938, con las obras Theme and Variations para dos violines (1938) y Symphonic Studies para orquesta. Otros trabajos de interés de Rawsthorne son la Sonata para viola (1937), dos Conciertos de piano (1939, 1951), un Concierto de oboe (1947), dos Conciertos de violín (1948, 1956), un Concierto para orquesta de cuerdas (1949), y una Elegía para guitarra (1971) —obra escrita y terminada por Julian Bream tras la muerte del compositor—, un Concerto de violoncelo, tres reconocidos Cuartetos de cuerda y tres Sinfonías. 
Rawsthorne estuvo casado con Isabel Rawsthorne (nacida Isabel Nichols), una artista, modelo y musa bien conocida en las círculos artísticos de París y el Soho, donde conoció a André Derain, Alberto Giacometti, Pablo Picasso y Francis Bacon. Isabel Rawsthorne era la viuda del compositor Constant Lambert y madrastra de Kit Lambert, mánager del grupo rock The Who, que murió en 1981. Isabel murió en 1992. Alan Rawsthorne era su tercer marido; Sefton Delmer (periodista y miembro del «Special Operations Executive» durante la II Guerra Mundial) fue su primer marido. Isabel fue la segunda esposa de Alan Rawsthorne. Su primera esposa fue Jessie Hinchliffe, una violinista en la orquesta Philharmonia. Jessie no volvió a casarse. 
Alan Rawsthorne murió en 1971 y está enterrado en el cementerio de Thaxted, en Essex. Fue bis-nieto del Dr. Jonatán Bayley, conocido educador, erudito latino y ministro Swedenborgian que se recuerda por su trabajo filantrópico en Accrington, Lancashire y Londres.

## Catálogo de obras
| Año     | Obra | Tipo de obra                    | Duración |
| ------- | --- | ------------------------------- | -------- |
| 1919    | Passepied (obra juvenil)                                                                                               |                                 |          |
| 1919    | Silvan Sketch (obra juvenil)                                                                                           |                                 |          |
| 1920    | Three Songs (Textos de De la Mare y Blake)(obra juvenil)                                                               |                                 |          |
| 1927    | Valse in c minor, para piano (obra juvenil)                                                                            | Múisca solista (piano)          |          |
| 1927    | Violin Sonata (E minor) (obra juvenil)                                                                                 |                                 |          |
| 1929    | Three Songs (Textos de Shakespeare, De la Mare y Villon)(obra juvenil)                                                 |                                 |          |
| 1929    | Ballade in G-sharp minor (obra juvenil)                                                                                |                                 |          |
| 1929    | Tzu-Yeh Song (obra juvenil)                                                                                            |                                 |          |
| 1931    | Four Setting on Poems of Richard Church (obra juvenil)                                                                 |                                 |          |
| 1931    | Fain would I change that note (obra juvenil)                                                                           |                                 |          |
| 1931    | String Quartet (obra juvenil)                                                                                          |                                 |          |
| 1932    | Esquisses (obra juvenil)                                                                                               |                                 |          |
| 1932    | Come unto these yellow sands (obra juvenil)                                                                            |                                 |          |
| 1932    | Six songs (obra juvenil)                                                                                               |                                 |          |
| 1932    | The Woman from the voe (obra juvenil)                                                                                  |                                 |          |
| 1933    | Violin Sonata (A major) (obra juvenil)                                                                                 |                                 |          |
| 1934    | Concertante, para piano y violín (rev. 1935 y 1968)                                                                    | Música de cámara (dúo)          |          |
| 1934    | The Woman of Ghent |                                 |          |
| 1934    | Alice in Wonderland |                                 |          |
| 1934    | Subject to Alternation                                                                                                 |                                 |          |
| 1934    | Fra Lippo Lippi |                                 |          |
| 1934    | Violin Sonata (A minor)                                                                                                |                                 |          |
| 1935    | Overture, para orquesta de cámara                                                                                      | Música orquestal (cámara)       |          |
| 1935    | String Quartet | Música de cámara (cuarteto)     |          |
| 1935    | Oboe Quartet no. 1 | Música de cámara (cuarteto)     |          |
| 1936    | Concierto para clarinete y orquesta de cuerdas                                                                         | Música orquestal (concierto)    |          |
| 1936    | Sonatina, para flauta, oboe y piano                                                                                    | Música de cámara                |          |
| 1936    | Studies on a Theme of Bach                                                                                             |                                 |          |
| 1936    | The Enemy Speaks |                                 |          |
| 1936    | Weep you no more |                                 |          |
| 1937    | Theme and Variations, para dos violines                                                                                | Música instrumental (dúo)       |          |
| 1937    | Sonata para viola y Piano (rev. 1953)                                                                                  | Música de cámara (dúo)          |          |
| 1937    | Chamber Cantata |                                 |          |
| 1937    | Pierrette |                                 |          |
| 1937    | Lullaby |                                 |          |
| 1937    | Infant Joy |                                 |          |
| 1938    | Symphonic Studies | Música orquestal                |          |
| 1938    | [Four] Bagatelles, para piano                                                                                          | Música solista (piano)          |          |
| 1938    | Three French Nursery Songs, para voz y piano                                                                           | Música vocal (piano)            |          |
| 1938    | Three Catalan Tunes | Música vocal                    |          |
| 1938    | L'Amour pique par une abeille                                                                                          |                                 |          |
| 1938    | Light Music, para cuerdas                                                                                              | Música orquestal                |          |
| 1939    | Concierto para piano, cuerdas y percusión (arr. para piano y orquesta en 1942)                                         | Música orquestal (concierto)    |          |
| 1939    | Suite for Treble Recorder & Piano                                                                                      | Música instrumental (dúo)       |          |
| 1939    | Cuarteto de cuerdas n.º 1, ‘Theme and Variations’                                                                      | Música de cámara (cuarteto)     |          |
| 1939    | Prison Cycle |                                 |          |
| 1939    | Homeland Mine |                                 |          |
| 1939    | One Hundred Years of the Viennese Waltz                                                                                |                                 |          |
| 1939    | The City |                                 |          |
| 1939    | Cargo for Ardrossan |                                 |          |
| 1940    | The Creel. Suite para Piano a 4 manos                                                                                  | Música solista (2 pianos)       |          |
| 1940    | We Three Merry Maids (Fr. trad. with trans. M.D. Calvocoressi), para voz y piano                                       | Música vocal (piano)            |          |
| 1940    | Two Songs (Flechter)                                                                                                   | Música vocal                    |          |
| 1940    | Violin Concerto no. 1 (original version)                                                                               | Música orquestal (concierto)    |          |
| 1940    | Kubla Khan |                                 |          |
| 1940    | The happy Hypocrite (original version)                                                                                 |                                 |          |
| 1940    | Theme and Four Studies                                                                                                 |                                 |          |
| 1940    | Suite for Recorder and piano                                                                                           | Música instrumental (dúo)       |          |
| 1940    | Left, left |                                 |          |
| 1941    | Música para la obra radiofónica The Golden Cockerel (Pushkin)                                                          | Música incidental (radiofónica) |          |
| 1941    | All Thougt the Nigt (tradicional galesa), arreglo para tenor, coro de hombres, arpa y orquesta de cuerdas (o cuarteto) | Música coral (orquesta)         |          |
| 1942    | Música para la obra radiofónica Newsreel                                                                               | Música incidental (radiofónica) |          |
| 1942    | Concierto n.º 1 para piano y orquesta (arreglo del concierto de 1939)                                                  | Música orquestal (concierto)    |          |
| 1942    | Street Fighting |                                 |          |
| 1942    | Suite, para viola d'amore y piano (arr. de la Suite para recorder)                                                     | Música instrumental (dúo)       |          |
| 1942    | Música para el documental Street Fighting (documental de guerra de la Army Film)                                       | Música incidental (documental)  |          |
| 1943    | Ode, para soprano, barítono, coro y orquesta (de Salute from red Army)                                                 | Música coral (orquesta)         |          |
| 1943    | Música para la obra radiofónica The Story of my Death (MacNeice)                                                       | Música incidental (radiofónica) |          |
| 1944    | Música para la obra radiofónica Sitting on the Fence                                                                   | Música incidental (radiofónica) |          |
| 1944    | Música para la obra radiofónica He had an Date (MacNeice)                                                              | Música incidental (radiofónica) |          |
| 1943    | Two Songs (John Fletcher), para voz y piano                                                                            | Música vocal (piano)            |          |
| 1944    | Street Corner - Overture                                                                                               | Música orquestal                |          |
| 1945    | Cortèges. Fantasy Overture                                                                                             | Música orquestal                |          |
| 1945    | Música para el documental The Land and the People (para el Ministerio de la Guerra de USA)                             | Música incidental (documental)  |          |
| 1945    | Música para el documental Broken Dykes (para el Ministerio de Información)                                             | Música incidental (documental)  |          |
| 1945    | Precursor (MacNeice), para voz y piano                                                                                 | Música vocal (piano)            |          |
| 1946    | Música para la película School for Secrets                                                                             | Música incidental (película)    |          |
| 1946    | Música para la película The Captive Heart                                                                              | Música incidental (película)    |          |
| 1946    | Prisoners' March (de la película "The Captive Heart")                                                                  | Música orquestal                |          |
| 1946    | Jennie's Bawbee, arreglo para orquesta                                                                                 | Música orquestal                |          |
| 1946    | Orquestación de Purcell: Ode a for St Cecilia's day, para orquesta moderna                                             | Arreglo                         |          |
| 1946    | Música para la obra teatral King Lear (Shakespeare)                                                                    | Música incidental (teatro)      |          |
| 1946    | Música para la obra radiofónica The Insect Play (Capek)                                                                | Música incidental (radiofónica) |          |
| 1946    | Música para la obra radiofónica The circle on Circle                                                                   | Música incidental (radiofónica) |          |
| 1947    | Concierto para oboe y orquesta de cuerdas                                                                              | Música orquestal (concierto)    |          |
| 1947    | Concierto n.º 1 para violín y orquesta (2ª versión)                                                                    | Música orquestal (concierto)    |          |
| 1947    | Música para la película Uncle Silas                                                                                    | Música incidental (película)    |          |
| 1947    | Carol (W.R. Rodgers), para voz y pequeña orquesta (o piano)                                                            | Música vocal (orquesta)         |          |
| 1947    | Música para The Pide Piper of hamelin (Browning) (en colaboración con Gerald Shurmann                                  | Música incidental               |          |
| 1947    | Alla marcia, para orquesta                                                                                             | Música orquestal                |          |
| 1947    | Música para la obra radiofónica The Stone in the Midss (Dickinson)                                                     | Música incidental (radiofónica) |          |
| 1948    | Clarinet Quartet, para clarinete, violín, viola y chelo                                                                | Música de cámara                |          |
| 1948    | Sonata for Cello and Piano                                                                                             | Música de cámara                |          |
| 1948    | Música para la obra radiofónica No Other Rand (MacNeice)                                                               | Música incidental (radiofónica) |          |
| 1948    | Música para la obra radiofónica Trimalchion's feast (MacNeice)                                                         | Música incidental (radiofónica) |          |
| 1948    | Saraband (with Ernest lrving) - Folies d'Espagne                                                                       | Música coral (capella)          |          |
| 1948    | Música para la película Sarabande for Dead Lovers                                                                      | Música incidental (película)    |          |
| 1948    | Música para el documental X-100 (para Shell Mex)                                                                       | Música incidental (documental)  |          |
| 1949    | Concerto for String Orchestra                                                                                          | Música orquestal                |          |
| 1949    | Piano Sonatina. | Música solista (piano)          |          |
| 1949    | Cadenza para Mozart, Concierto para dos pianos K. 365                                                                  | Arreglo                         |          |
| 1950    | Sinfonía n.º 1 | Música orquestal (sinfonía)     |          |
| 1950    | Música para la película Pandora and the Flying Dutchman.                                                               | Música incidental (película)    |          |
| 1950    | Música para el documental The Dancing Fleece (para Crown Film Unit)                                                    | Música incidental (documental)  |          |
| 1951    | Concertante Pastorale, fl, hn y cuerdas                                                                                | Música orquestal                |          |
| 1951    | Concierto n.º 2 para piano y orquesta                                                                                  | Música orquestal (concierto)    |          |
| 1952    | A Canticle of Man (R. Swingler) Chamber Cantata, Bar, SATB, fl y cuerdas                                               | Música vocal (cantata)          |          |
| 1953    | Canzonet (de "A Garland for the Queen") (L. MacNeice), para soprano y SATB                                             | Música coral (capella)          |          |
| 1953    | Four Romantic Pieces, para piano                                                                                       | Música solista (piano)          |          |
| 1954    | Cuarteto de cuerdas n.º 2                                                                                              | Música de cámara (cuarteto)     |          |
| 1954    | Practical Cats (T.S. Eliot), para recitador y orquesta                                                                 | Música vocal (orquesta)         |          |
| 1955    | Madame Chrysanthème - Ballet (coreografía F. Ashton según Loti) (Covent Garden, 1955)                                  | Ballet                          |          |
| 1955    | Música para la película The Man who Never Was                                                                          | Música incidental (película)    |          |
| 1955    | Diabelliries, obra colectiva para orquesta (Variaciones)                                                               | Música orquestal                |          |
| -       | Bandas sonoras para 22 películas y cuatro obras teatrales (todas sin publicar)                                         | Música de películas             |          |
| 1956    | A Rose for Lidice (Swingler), para soprano y SATB                                                                      | Música coral (capella)          |          |
| 1956    | Four Seasonal Songs (Davies, Sylvester, Flechter), para SATB                                                           | Música coral (capella)          |          |
| 1956    | Concierto n.º 2 para violín y orquesta (rev. 1962)                                                                     | Música orquestal (concierto)    |          |
| 1957    | Madame Chrysanthème. Suite                                                                                             | Música orquestal                |          |
| 1958    | Sonata for Violin and Piano                                                                                            | Música de cámara                |          |
| 1958    | Hallé Overture | Música orquestal                |          |
| 1958    | Música para la película Flood of fears                                                                                 | Música incidental (película)    |          |
| 1958    | Música para la obra teatral Noah (Obey)                                                                                | Música incidental (teatro)      |          |
| 1959    | Música para el documental The Port of London                                                                           | Música incidental (documental)  |          |
| 1959    | Sinfonía n.º 2 A Pastoral Symphony                                                                                     | Música orquestal (sinfonía)     |          |
| 1960    | Improvisations on a Theme by Constant Lambert, para orquesta                                                           | Música orquestal                |          |
| 1960    | Música para el documental Sweat wishout (Para Kuwait Oil Company)                                                      | Música incidental (documental)  |          |
| 1961    | Concerto for Ten Instruments                                                                                           | Música de cámara                |          |
| 1961    | Música para la obra teatral Hamlet (Shakespeare)                                                                       | Música incidental (teatro)      |          |
| 1962    | Divertimento, para orquesta de cámara                                                                                  | Música orquestal                |          |
| 1962    | Piano Trio, para piano, violín y chelo                                                                                 | Música instrumental             |          |
| 1962    | Lament for a Sparrow (Catullus), para coro (SATB) y arpa.                                                              | Música coral                    |          |
| 1962    | Medieval Diptych, (anon.), para barítono y orquesta.                                                                   | Música vocal (orquesta)         |          |
| 1962/63 | Quintet for Piano, Oboe, Cit., Horn & Bassoon                                                                          | Música de cámara                |          |
| 1963    | Carmen Vitale: Choral Suite (Early Eng.), para soprano, SATB y orquesta.                                               | Música vocal (orquesta)         |          |
| 1964    | Elegiac Rhapsody, para cuerdas                                                                                         | Música orquestal                |          |
| 1964    | Sinfonía n.º 3 | Música orquestal (sinfonía)     |          |
| 1964    | Cuarteto de cuerdas n.º 3                                                                                              | Música de cámara (cuarteto)     |          |
| 1964    | Música para la película Messenger of the Mountains                                                                     | Música incidental (película)    |          |
| 1964    | Suite for brass band                                                                                                   | Música orquestal                |          |
| 1964    | He does not die (Belloch), para coro y dos pianos                                                                      | Música coral                    |          |
| 1965    | Concierto para violoncello y orquesta                                                                                  | Música orquestal (concierto)    |          |
| 1965    | The Oxen (T. Hardy), para coro (SATTB).                                                                                | Música coral (capella)          |          |
| 1965    | Tankas of the Four Seasons (C. Riba), T, ob, cl, bn, vn, vc                                                            | Música vocal (instrumentos)     |          |
| 1965    | Música para la obra radiofónica A Tale of Two Cities (Dickens)                                                         | Música incidental (radiofónica) |          |
| 1965    | Street of Laredo, para dos voces y guitarra                                                                            | Música vocal (instrumento)      |          |
| 1966    | The God in a Cave (Swingler) Cantata para SATB y orquesta                                                              | Música vocal (cantata)          |          |
| 1967    | Theme, Variations and Finale                                                                                           | Música orquestal                |          |
| 1967    | Overture for Farnham                                                                                                   | Música orquestal                |          |
| 1967    | Ballade, para piano | Música solista (piano)          |          |
| 1967    | Scena Rustica (J. Skelton), para soprano y arpa                                                                        | Música vocal (instrumentos)     |          |
| 1968    | Concierto para dos pianos y orquesta                                                                                   | Música orquestal (concierto)    |          |
| 1968    | Quintet, para piano y cuerdas                                                                                          | Música de cámara                |          |
| 1968    | Suite, para flauta, viola y arpa.                                                                                      | Música instrumental (trio)      |          |
| 1968    | Concertante para violín y piano (2ª version)                                                                           | Música instrumental (dúo)       |          |
| 1969    | Triptych, para orquesta                                                                                                | Música orquestal                |          |
| 1970    | Oboe Quartet No. 2 | Música de cámara                |          |
| 1970    | Quintet, para cl, hn, vn, vc, pf                                                                                       | Música de cámara                |          |
| 1970    | Two Fish (G. du Bartas), para voz y piano                                                                              | Música vocal (piano)            |          |
| 1971    | Elegy, para guitarra                                                                                                   | Música solista (guitarra)       |          |
| 1971    | Theme and 4 Studies, para piano                                                                                        | Música solista (piano)          |          |